# Sätila
Sätila est une paroisse suédoise de la province de Västergötland, située sur le territoire de la commune de Mark, dans le comté de Västra Götaland. Sa superficie est de 14 585 hectares.
La principale localité de la paroisse est celle, homonyme, de Sätila.

## Démographie
| Année      | 1889  | 1917  | 2006  |
| ---------- | ----- | ----- | ----- |
| Population | 2 990 | 2 672 | 3 459 |

## Lieux et monuments
- Pierres dressées datant du début de l'âge du fer
- Église reconstruite en 1725, dotée d'une tour en 1821 et agrandie en 1900

## Personnages célèbres
- Olof Torén (1718-1753): naturaliste et pasteur luthérien né dans la paroisse de Sätila, correspondant de Carl von Linné